# Скорошице (остановочный пункт)
Скорошице (пол. Skoroszyce) — остановочный пункт в селе Скорошице в гмине Скорошице, в Опольском воеводстве Польши. Имеет 1 платформу и 1 путь.
Остановочный пункт на железнодорожной линии Ныса — Гродкув-Слёнски — Бжег построен в 1847 году, когда эта территория была в составе Королевства Пруссия.
Нынешнее название с 1947 года.